# 亀甲町 (弘前市)
亀甲町（かめのこうまち、かめのこまち）は、江戸期から現在にかけての青森県弘前市の地名。郵便番号は036-8332。2017年6月1日現在の人口は421人、世帯数は207世帯。

## 地理
- 青森県道112号八幡宮線沿い、弘前城の北堀沿いに位置し、西部の紺屋町から東部の田茂木町に至る筋道の町。町域の北部は若党町、北東部は禰宜町、東部は田茂木町、南部は笹森町・長坂町・蔵主町・大浦町・下白銀町、西部は紺屋町に接する。

- また、亀甲門の北側は東西にわたって仲町と言われる武家屋敷群である。

## 歴史
寛文5年、羽州街道を経由するまで、西浜街道を利用していたため、この間亀甲門（北門）が弘前城の追手門とされており、当時は表門の商家街であった。慶安2年に亀甲町となる。

### 地名の由来
城の北側、すなわち四神に言い換えれば玄武（北方）になることからとされている。

## 施設

### 医療
- 奥口医院

### 福祉
- 亀甲町福祉会館

### 商業
- 津軽藩ねぷた村
- 川崎染工場
- 藤田金物店

### 重要文化財
- 石場家住宅

## 小・中学校の学区
市立小・中学校に通う場合、学区は以下の通りとなる。
| 大字   | 番・番地 | 小学校             | 中学校             |
| ------ | -------- | ------------------ | ------------------ |
| 亀甲町 | 全域     | 弘前市立時敏小学校 | 弘前市立第一中学校 |

## 交通
- 弘南バス
  - 亀の甲門前（弘前駅 - 浜の町・市役所経由 - 藤代営業所線）停留所。
  - 亀の甲門前、亀の甲町角（藤代営業所 - 田茂木町経由 - 弘前駅）停留所。
  - 津軽藩ねぷた村（ためのぶ号 津軽藩ねぷた村経由 - りんご公園線）停留所。